# Kostel svatého Josefa (Štítná nad Vláří)
Kostel svatého Josefa je farní kostel, ležící ve vsi Štítná nad Vláří (část obce Štítná nad Vláří-Popov), asi 4 km jihozápadně od centra města Brumova-Bylnice v okrese Zlín. Klasicistní stavba je od 3. května 1958 chráněna jako kulturní památka.

## Historie
Kostel byl zbudován mezi léty 1784–1787 jako sídlo nově zřízeného lokálního kaplanství, jež vzniklo po vyčlenění vesnic Jestřabí, Popova, Štítné nad Vláří a přilehlých osad (např. Kochavec či Valentová) z brumovské farnosti. Sakrální novostavbu postavili na okraji obce v blízkosti Zelenského potoka, ačkoliv dle původních plánů měl být kostel zbudován o několik kilometrů západněji, ve směru na Jestřabí. Interiér nového kostela byl zařízen mobiliářem, pocházejícím ze zrušeného kostela sv. Rocha v Jarošově u Uherského Hradiště. Prvním štítenským lokalistou byl jmenován někdejší františkánský řeholník Alexius Čermák (ve funkci 1787–1808), za jehož působení byla dokončena také stavba lokalie a místní školy. Na farnost bylo lokální kaplanství povýšeno dne 13. září 1856 za lokalisty Františka Kočíře, který se stal prvním štítenským farářem. Jedno místo pro kooperátora pak bylo při kostele ustanoveno v roce 1870. Roku 1895 došlo k obnově hlavního oltáře, z něhož byl sejmut barokní obraz s výjevem úmrtí sv. Josefa, který nahradila plastika, zachytávající tentýž motiv, z díly gmündského sochaře Josepha Unsterberga. O dva roky později se podařilo kostelní interiér doplnit o nové varhany, vyrobené varhanářem Karlem Neuserem z Nového Jičína. Boční oltář, zasvěcený sv. Anně, pocházel z roku 1874 a odstraněn byl patrně po roce 1958.
Výraznější úpravy svatostánku probíhaly především ve 20. století. Roku 1941 byla původní šindelová střecha nahrazena krytinou z pálených tašek. Během první i druhé světové války byly pro vojenské účely zrekvírovány kostelní zvony. Současné zvony pocházejí z roku 1956 (zvon sv. Josefa, zvon Panny Marie a zvon sv. Václava), kdy proběhlo jejich slavnostní posvěcení Mons. Ladislavem Kubíčkem, tehdejším proboštem v Dubu nad Moravou. Výjimku představuje umíráček, datovaný do roku 1682, jenž jako jediný nebyl z kostela odebrán. Zrekvírovány byly rovněž kovové varhanní píšťaly, které musely být znova vyrobeny v dílně varhanáře Jana Tučka z Kutné Hory v roce 1927. Generální rekonstrukce objektu proběhla v letech 1986–1987 za faráře Štěpána Hrdiny, kdy byly zakoupeny nové věžní hodiny a opraveny fasády, okapy i střechy.

## Architektura

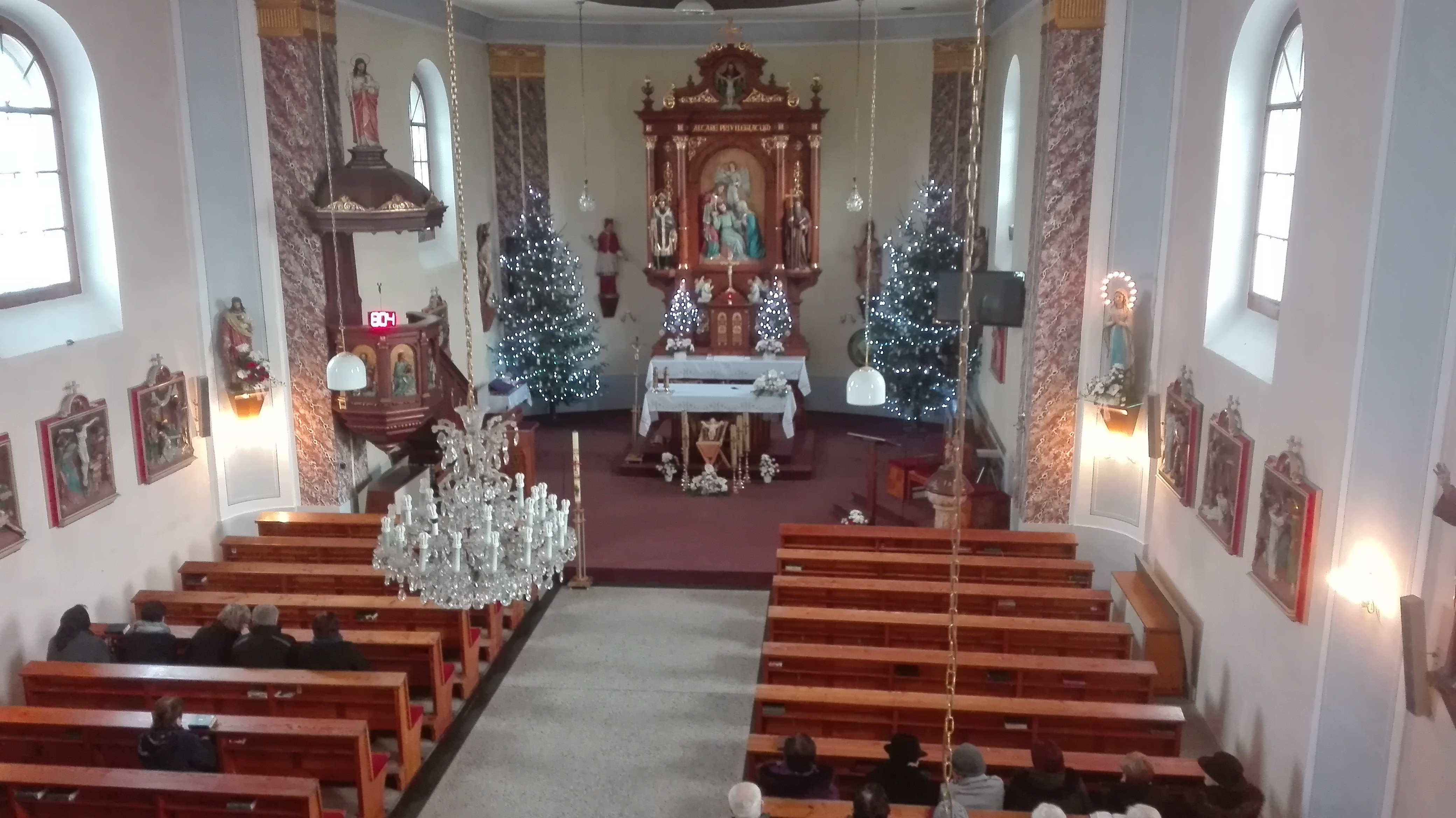
Pohled do kostelního interiéru z kůru

Štítenský kostel má podobu jednoduché jednolodní stavby s odsazeným, půlkruhově zakončeným presbytářem a průčelní hranolovitou věží s hodinovým ciferníkem, zakončenou bání. Budova je kryta sedlovou střechou v závěru zvalbenou. Délka objektu činí 38 m, šířka 12,30 m a výška i s krovem 14,50 m. Exteriérové fasády jsou zcela hladké, členěné přízemní podmazávkou a ve vrcholu pak průběžnou fabionovou římsou. Interiéru, kromě hlavního oltáře, dominuje vyřezávaná kazatelna, boční oltář zasvěcený Panně Marii Růžencové, terakotová křížová cesta z roku 1938 a sedm památkově chráněných soch světců (sv. Karel Boromejský, sv. Pavel z Théb, sv. Řehoř I., sv. Šebestián, sv. Jan Nepomucký, sv. Roch a sv. Růžena Limská). Na severu je kostel obklopován hřbitovem, který disponuje novodobou obřadní síní.